# Sciara copiosa
Sciara copiosa är en tvåvingeart som beskrevs av Franz Lengersdorf 1927. Sciara copiosa ingår i släktet Sciara och familjen sorgmyggor. Inga underarter finns listade i Catalogue of Life.